# Talsperre Spremberg
Die Talsperre Spremberg, auch Spremberger Stausee genannt, liegt zwischen Cottbus und Spremberg als Aufstauung der Spree und bildet mit den umliegenden Landschaften das Naturschutzgebiet Talsperre Spremberg. Mit einem 3,7 km langen Staudamm aus Erdstoffen ist die Talsperre der Oberfläche nach die viertgrößte in Deutschland und in Brandenburg die einzige Talsperre, die als „große Talsperre“ gilt. Ihre Aufgaben sind Brauchwasserversorgung, Hochwasserschutz, Stromerzeugung, Niedrigwasseraufhöhung und Naherholung. Die Inbetriebnahme war am 8. Oktober 1965.

## Geschichte

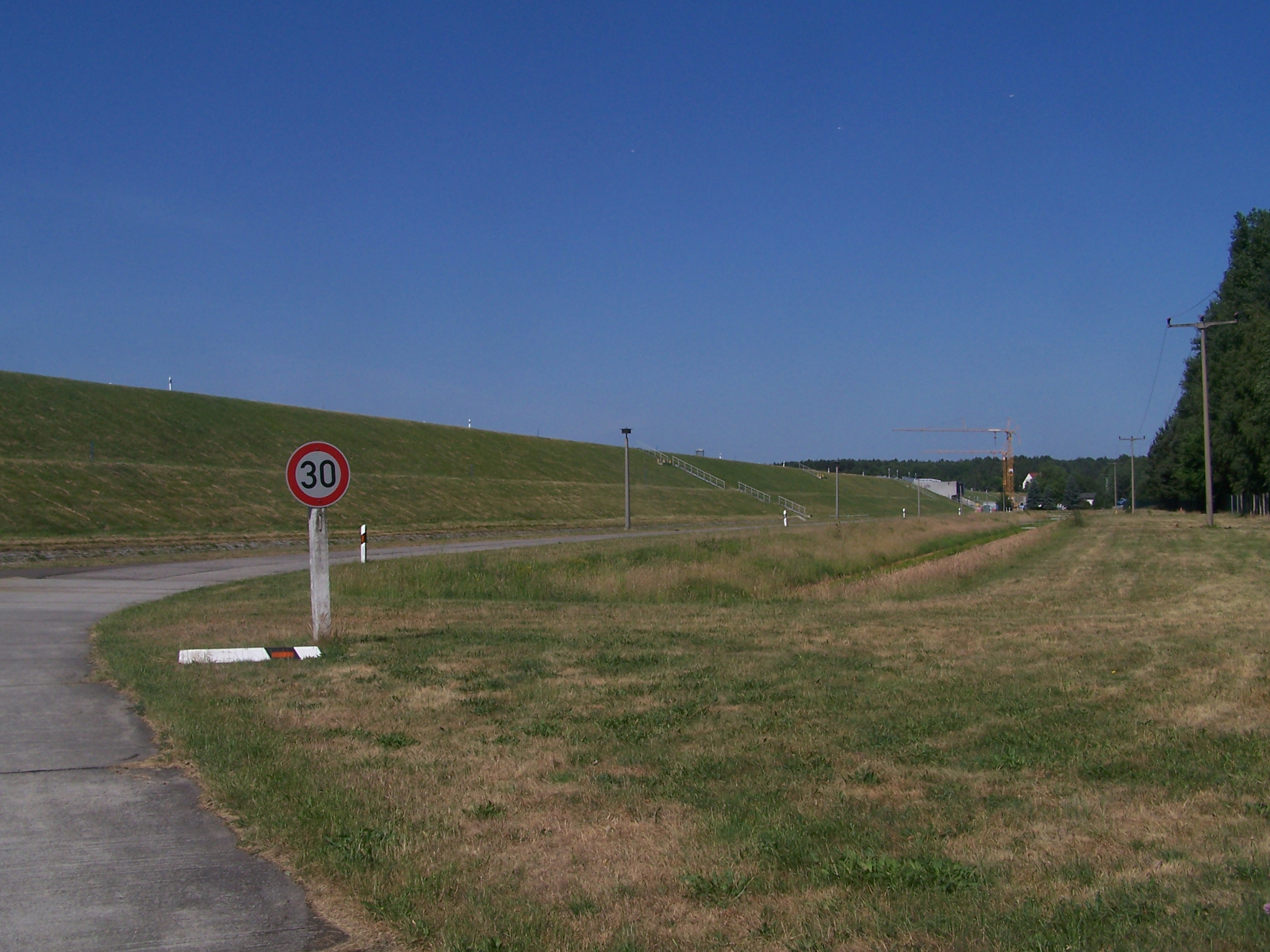
Staudamm

Nach Aufzeichnungen des Kreisbauamtes Cottbus wurde der Spreewald im Zeitraum von 1897 bis 1933 124-mal von Hochwasser heimgesucht. Dies hatte zur Folge, dass die Bewohner nur fünf normale Ernten einbringen konnten. So gab es in den 1920er Jahren Überlegungen zu einem Hochwasserschutz für den Ober- und Unterspreewald.
Problematisch für einen Talsperrenbau in diesem Gebiet waren seine geographische Lage und seine topographischen und geologischen Verhältnisse. Erst in den 1950er Jahren wurde dann eine Flachlandtalsperre geplant, die neben dem Hochwasserschutz für den Spreewald auch einer Brauchwasserversorgung der Braunkohlekraftwerke diente. Die in den Jahren 1958 bis 1965 errichtete Talsperre stellt zusammen mit den Talsperren Quitzdorf und Bautzen eine Pionierleistung dar.
Dabei wurde der kleine Ort Neumühle in der Gemarkung Bräsinchen (Gemeinde Neuhausen/Spree) überstaut. Die Staumauer innerhalb des 3,7 km langen Staudammes ist bei einer Kronenhöhe von 20 m 2,2 km lang. Der Stausee ist 7 km lang und hat ein Fassungsvermögen von 42,7 Mio. m³.
Von 2005 bis 2016 wurde die Talsperre bei laufendem Betrieb generalsaniert. Von 2011 bis Ende 2013 wurden die in der dem Stausee vorgelagerten Vorsperre Bühlow abgelagerten Sedimente ausgebaggert. Die Sanierungsarbeiten sollten insgesamt 15 Millionen Euro kosten.
Während der Dürre und Hitze in Europa 2018 fiel der Wasserstand um mehrere Meter.

## Erholungsgebiet

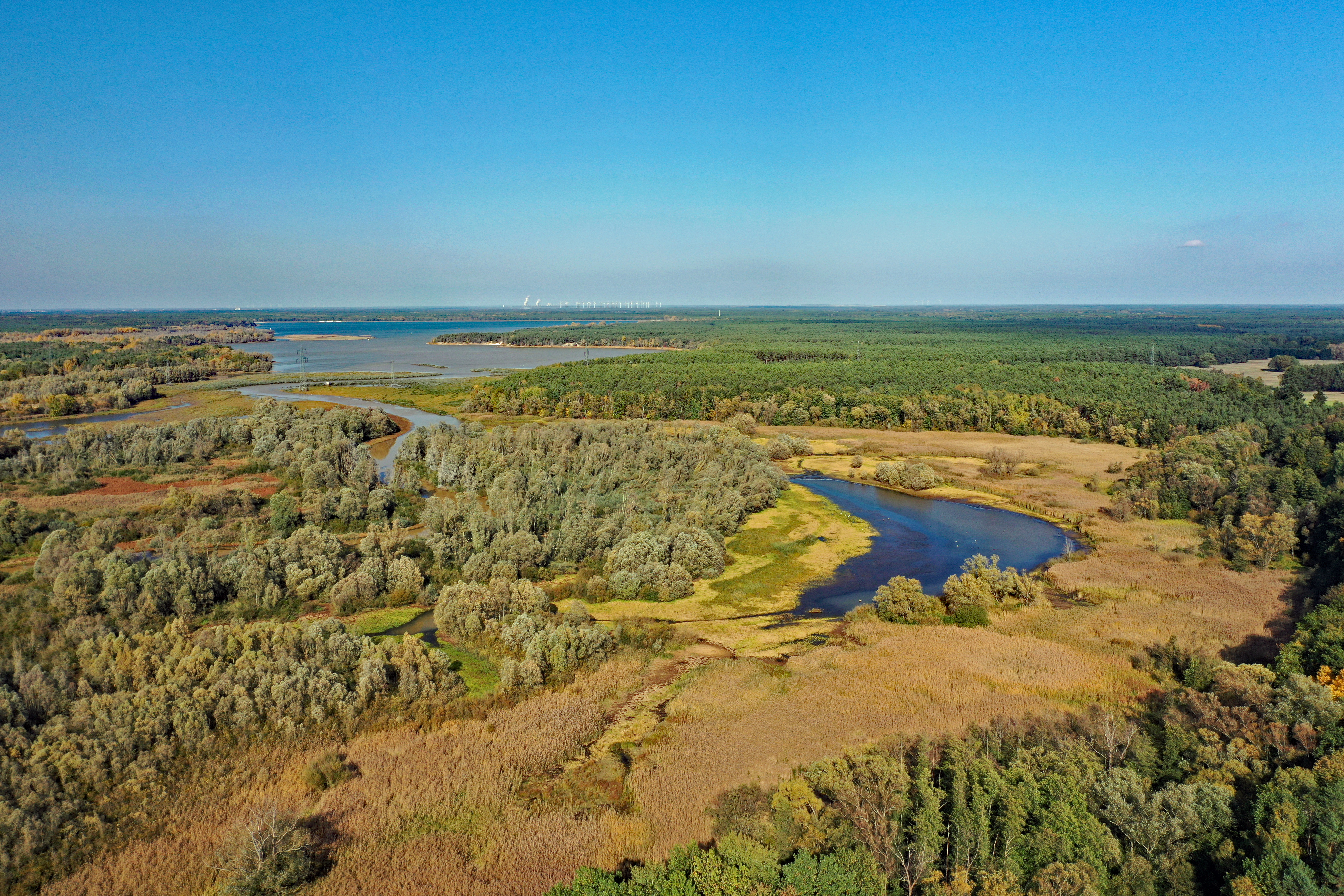
Luftbild der Talsperre von Sellessen aus

Die Talsperre Spremberg hat sich zu einem beliebten Erholungsgebiet besonders für Nahtouristen aus Cottbus und Sachsen entwickelt. Zwei Badestrände befinden sich auf der Seite von Bagenz und der von Klein Döbbern. Camping ist an beiden Plätzen möglich. Ein gut ausgebauter und auch bei Skatern beliebter Rad- und Wanderweg führt mit einer Länge von 20 km unmittelbar um den See herum.
Seit einigen Jahren kommt es immer wieder dazu, dass das Naherholungsgebiet „Talsperre Spremberg“ nur eingeschränkt nutzbar ist. Ursache sind sowohl die aufgrund der laufenden Sanierung schwankenden Wasserstände in der Talsperre als auch die wieder zunehmende Verschmutzung der Spree infolge des Braunkohletagebaus am Oberlauf.

## Umgebung

### Flugplatz Neuhausen
Der Verkehrslandeplatz Neuhausen bietet Rundflüge über der Niederlausitz an. Außerdem sind Fallschirmspringen, Drachenfliegen und Ballonfahren möglich.

## Besonderheiten

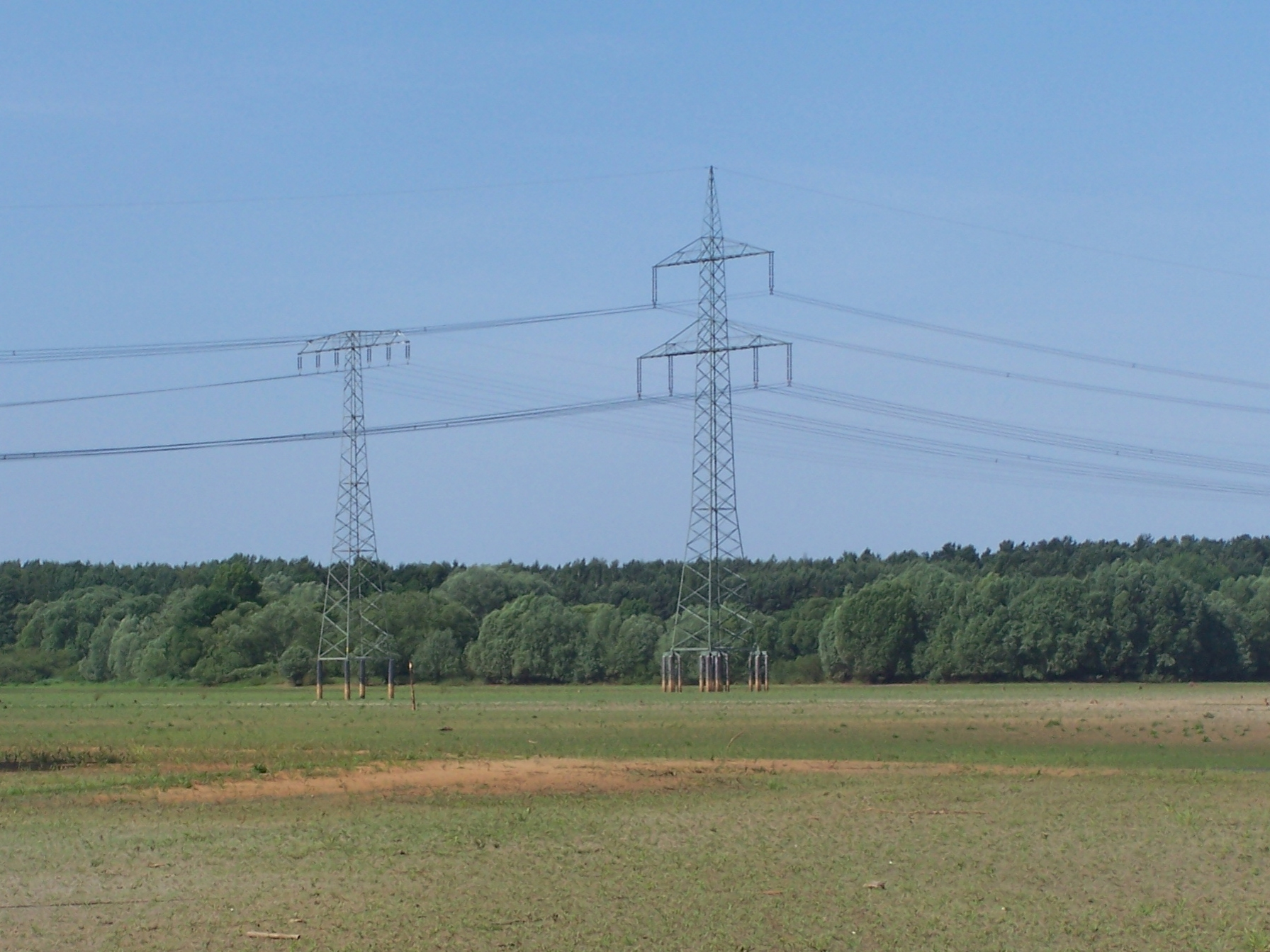
Freileitungsmasten bei Niedrigwasser

Im Stauraum der Talsperre Spremberg stehen fünf Freileitungsmasten.